# عنتر بوشريط
عنتر بوشريط (18 ديسمبر 1983 بعنابة في الجزائر - ) هو لاعب كرة قدم جزائري في مركز الوسط. لعب مع اتحاد الجزائر واتحاد عنابة وشبيبة بجاية ووفاق سطيف.

## روابط خارجية
- عنتر بوشريط على موقع قاعدة بيانات كرة القدم.إي يو (الإنجليزية)
- عنتر بوشريط على موقع Soccerway.com (الإنجليزية)